# 1582 Martir
1582 Martir este un asteroid din centura principală, descoperit pe 15 iunie 1950, de Miguel Itzigsohn.